# Ropuška starostlivá

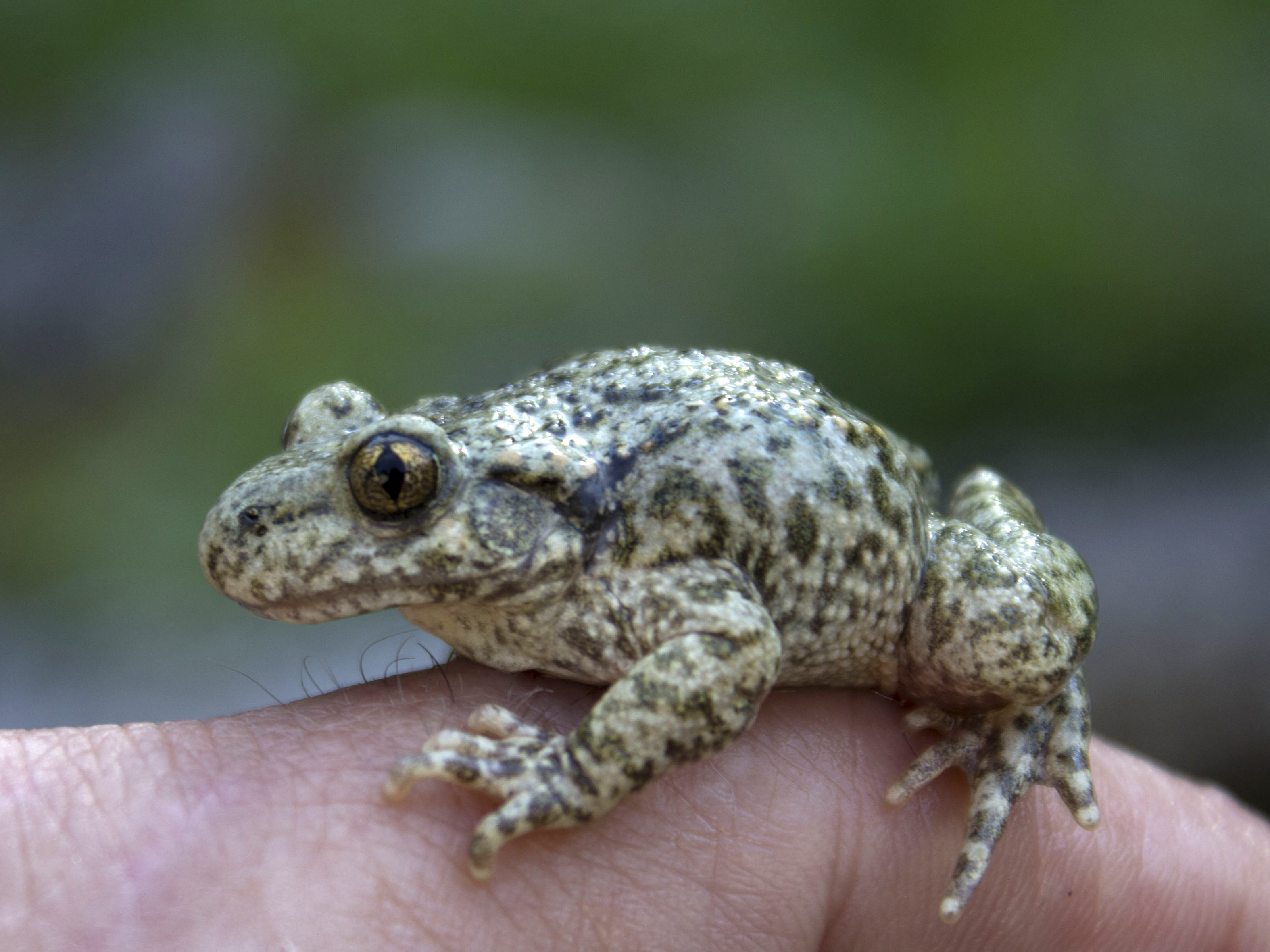
Alytes obstetricans

Ropuška starostlivá (Alytes obstetricans) je druh žáby z čeledi pestrankovití. Název dostala podle způsobu péče o mláďata.

## Znaky
Ropuška starostlivá je 4–5 cm dlouhá, zbarvení horní části těla kolísá mezi tmavě šedou a hnědou. Hřbet a horní strana noh jsou poseté četnými malými bradavkami, jež se po stranách hromadí v bradavčité lišty. Na dlaních předních končetin má 3 zhruba stejně velké hrboly. V létě nosí samečkové často šňůrky vajíček.
Samci se ozývají z úkrytů na souši, kde také dochází k páření žab, při němž samec nejprve uchopí samici v bocích. Když samička začne klást šňůrku vajíček, přesune se sameček dopředu, obejme samičku okolo krku a vajíčka oplozuje. Sameček si šňůrku vajíček namotá na horní část zadních nohou, namáčí ji pravidelně v kalužích a v jiných vodách, dokud se nezačnou ve vodě líhnout pulci. Samečky s vajíčky nacházíme od března do září.

## Výskyt
Areálem rozšíření je jihozápadní Evropa, část střední Evropy a Maroko. Žába je nezávislá na vodě. Obývá světlé lesy a opuštěnou kulturní krajinu s kamennými zídkami. Vyskytuje se do nadmořské výšky 2000 m.